# Хисао Секигучи
Хисао Секигучи (на японски: 関口 久雄) е японски футболист.

## Национален отбор
Записал е и 3 мача за националния отбор на Япония.
| Япония | Япония | Япония |
| Година | Мачове | Голове |
| ------ | ------ | ------ |
| 1978   | 3      | 1      |
| Общо   | 3      | 1      |